# Square de l'Impasse-des-Jardiniers
Le square de l'Impasse-des-Jardiniers, ou square des Jardiniers, est un espace vert du 11e arrondissement de Paris, en France.

## Situation et accès
Le jardin est accessible par le 2, passage Dumas.
Il est desservi par la ligne 9 à la station Rue des Boulets.

## Historique
Le jardin est créé en 1985.